# 3-氯-1-萘甲醛
3-氯-1-萘甲醛是一种有机化合物，化学式为C11H7ClO，它是氯萘甲醛的同分异构体之一。它可由3-氯-1-甲基萘的甲基溴化后转化为醛得到。它和甲胺反应，再经硼氢化钾还原，可以得到3-氯-N-甲基-1-萘甲胺。